# Paolo Silveri
Paolo Silveri (ur. 28 grudnia 1913 w Ofenie, zm. 7 marca 2001 w Rzymie) – włoski śpiewak operowy, baryton.

## Życiorys
Studiował w Mediolanie oraz u Riccardo Stracciariego w Akademii Muzycznej św. Cecylii w Rzymie. Zadebiutował jako śpiewak operowy w 1939 roku rolą Hansa Sachsa w Śpiewakach norymberskich Richarda Wagnera i początkowo występował w partiach basowych. Od występu w roli Jerzego Germonta w Traviacie Giuseppe Verdiego w 1944 roku śpiewał partie barytonowe. Występował w Covent Garden Theatre w Londynie (1947–1949), La Scali w Mediolanie (1949–1955), Metropolitan Opera w Nowym Jorku (1950–1953). W latach 1948–1949 gościł na festiwalu w Edynburgu. Gościnnie śpiewał w Wiedniu, Zurychu i Rio de Janeiro. W 1959 roku w Dublinie podjął próbę występu jako tenor, wykonując partię tytułową w Otellu. Po występie na Camden Festival w 1967 roku wycofał się ze sceny, od 1970 roku prowadził działalność pedagogiczną.
Zasłynął głównymi rolami w operach Giuseppe Verdiego, ponadto wykonywał też m.in. partie Escamilla w Carmen Bizeta, Sir Ryszarda w Purytanach Belliniego i Barnaby w Giocondzie Ponchiellego.